# Remove the Veil
Remove the Veil war eine christliche Metalcore-Band aus Birmingham, Alabama.

## Geschichte
Remove the Veil wurde im Januar 2005 von Sänger Michael Sasser, den beiden Gitarristen Pat Hood und Mark Hendrix, sowie von Schlagzeuger Mark Coxwell und Bassist Cliff McCall in Birmingham im Bundesstaat Alabama gegründet.
Nachdem die Band einen Wettbewerb gewinnen konnte, bei dem die Siegprämie ein Studioaufenthalt darstellte, produzierte die Band ihre nach der Band benannte EP. Durch diese wurde das Label Facedown Records auf die Band aufmerksam und nahm diese unter Vertrag. Sänger Michael Sasser verließ die Gruppe um bei With Blood Comes Cleansing anzuheuern, woraufhin Mark Hendrix zum Sänger wurde. Nachdem die Arbeiten im Studio für das Debütalbum beendet waren, stiegen auch Mark Coxwell und Cliff McCall aus. Toby Rose wurde neuer Schlagzeuger und Travis Hopkins ersetzte McCall am Bass.
Im Oktober 2007 erschien in den USA das Debütalbum über Facedown Records. In Deutschland wurde das Album etwa einen Monat später, Mitte November, über Cargo Records veröffentlicht. Ein Jahr nach Veröffentlichung des Albums löste sich die Band auf.

## Stil
Remove the Veil spielten Metalcore mit Einflüssen des Southern Rock. Vergleichbar war die Musik zeitweise mit Black Label Society und Hellyeah. Die Musik wurde auch als eine Mischung aus Metal, Hardcore und Southern Rock beschrieben.

## Diskografie
- 2006: Remove the Veil (EP, Eigenvertrieb)
- 2007: Another Way Home (Album, Facedown Records und Cargo Records)